# Salvadore Lobo
Salvadore Lobo (ur. 30 kwietnia 1945 w Mangaluru) – indyjski duchowny rzymskokatolicki, od 1998 do 2020 biskup Baruipur, od 2020 do 2022 administrator apostolski sede vacante Asansol.